# Athyriopsis shandongensis
Athyriopsis shandongensis là một loài thực vật có mạch trong họ Woodsiaceae. Loài này được J.X. Li & Z.C. Ding miêu tả khoa học đầu tiên năm 1988.